# Prisopus cornutus
Prisopus cornutus är en insektsart som beskrevs av Gray, G.R. 1835. Prisopus cornutus ingår i släktet Prisopus och familjen Prisopodidae. Inga underarter finns listade i Catalogue of Life.